# Simon Gråsten
Simon Gråsten, född 1619 i Linköping, död 22 maj 1690 i Kuddby socken, var en svensk präst i Landeryds församling och Kuddby församling.

## Biografi
Simon Gråsten föddes 1619 i Linköping. Han var son till kopparslagaren Nils Gråsten. Gråsten studerade i Linköping och blev 5 oktober 1543 student vid Uppsala universitet. Han blev 19 februari 1652 magister och 1653 konrektor i Linköping. Den 5 april 1654 blev han rektor och 1659 matematiklektor vid Linköpings gymnasium. Gråsten prästvigdes 30 juni samma år. Han blev 1673 andre teologi lektor i Linköping och kyrkoherde i Landeryds församling. Gråsten blev 1674 kyrkoherde i Kuddby församling och 1685 kontraktsprost i Vikbolands kontrakt. Han avled 22 maj 1690 i Kuddby socken och begravdes 11 juli samma år.
Gråsten var riksdagsman vid riksdagen 1682.

### Familj
Gråsten gifte sig med Margareta Prytz (1620–1694). Hon var dotter till kyrkoherde Ericus Prytz och Catharina Valentinsdotter Höckert i Kuddby socken. De fick tillsammans barnen Karin, Andreas Simonsson och en dotter (död 1667).